# Västra Sönnarslövs kyrka
Västra Sönnarslövs kyrka är en kyrkobyggnad i Västra Sönnarslöv omkring fem kilometer sydväst om Klippan. Den tillhör Klippans församling i Lunds stift.

## Kyrkobyggnaden
Några kilometer väster om nuvarande kyrkplats låg föregående stenkyrka som var uppförd på medeltiden. Platsen är numera överförd till Kvidinge församling. På den kvarvarande kyrkogården har Västra Sönnarslövs kapell uppförts under 1900-talet. Åren 1893-1894 uppfördes nuvarande kyrka i nygotisk stil efter ritningar av arkitekt Gustaf Petterson. 22 oktober 1894 invigdes nya kyrkan av teologie doktor Sven Libert Bring. Kyrkan är byggd av gråsten och tegel och består av ett långhus med ett smalare rakt avslutat kor i sydost. Nordost om koret finns en vidbyggd sakristia och vid långhusets nordvästra kortsida finns ett högt kyrktorn med huvudingång och vapenhus.

## Inventarier
- På norra långväggen intill predikstolen hänger ett triumfkrucifix från 1400-talet. Korset är gjort av furu medan Jesusgestalten är gjord av ek.
- På altarskåpet står ett litet kors med prytt med tolv ädla stenar. Korset är en gåva från två kvinnliga missionärer i Indien.
- I tornet hänger två kyrkklockor. Ena klockan bär årtalet 1739 och hängde i gamla kyrkans klockstapel. Andra klockan är gjuten 1893 av Göteborgs mekaniska verkstad.

### Orgel
- 1894 byggde Salomon Molander & Co, Göteborg en orgel med 9 stämmor.
- Den nuvarande orgeln byggdes 1969 av Anders Persson Orgelbyggeri, Viken, Höganäs kommun och är en mekanisk orgel.

| Manual I        | Manual II    | Pedal          | Koppel |
| Principal 8'    | Gedakt 8'    | Subbas 16´     | I/P    |
| Rörflöjt 8'     | Rörflöjt 4'  | Gedakt 8'      | II/P   |
| Oktava 4'       | Principal 2' | Koppelflöjt 4' | II/I   |
| Waldflöjt 2'    | Nasat 1 1/3' |                |        |
| Mixtur III chor | Regal 8'     |                |        |

## Bildgalleri

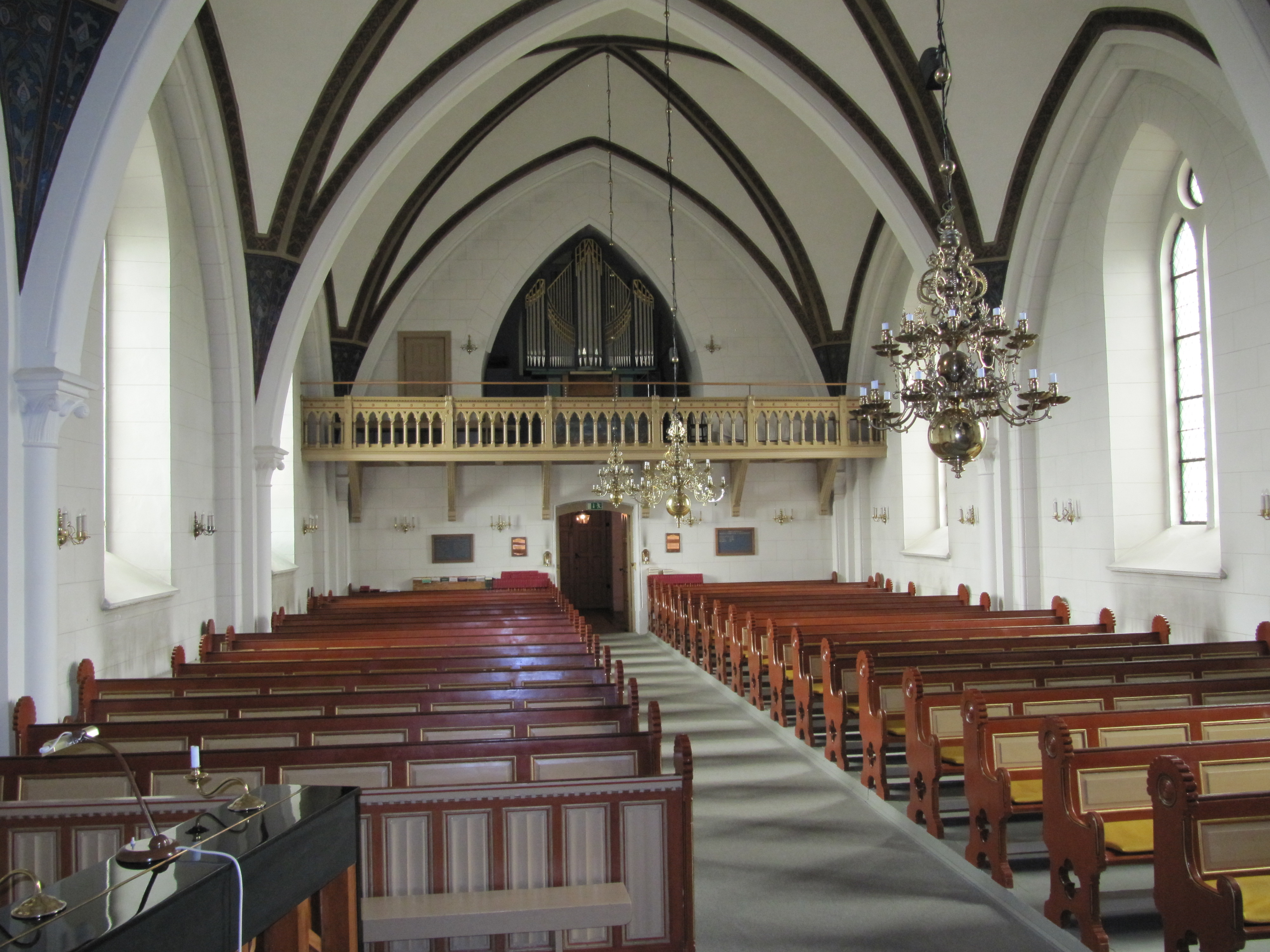
Kyrkorum mot orgelläktare
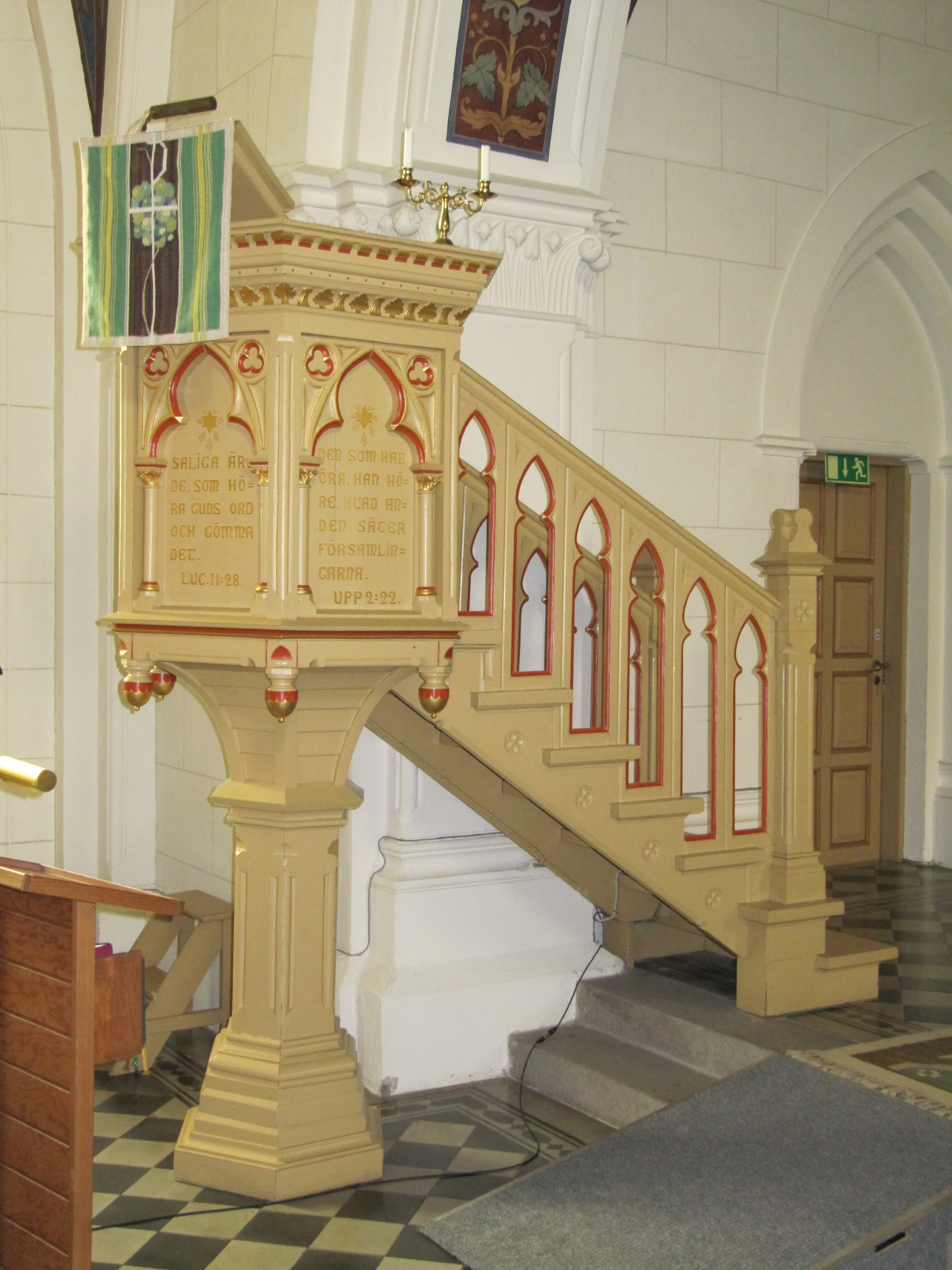
Predikstol
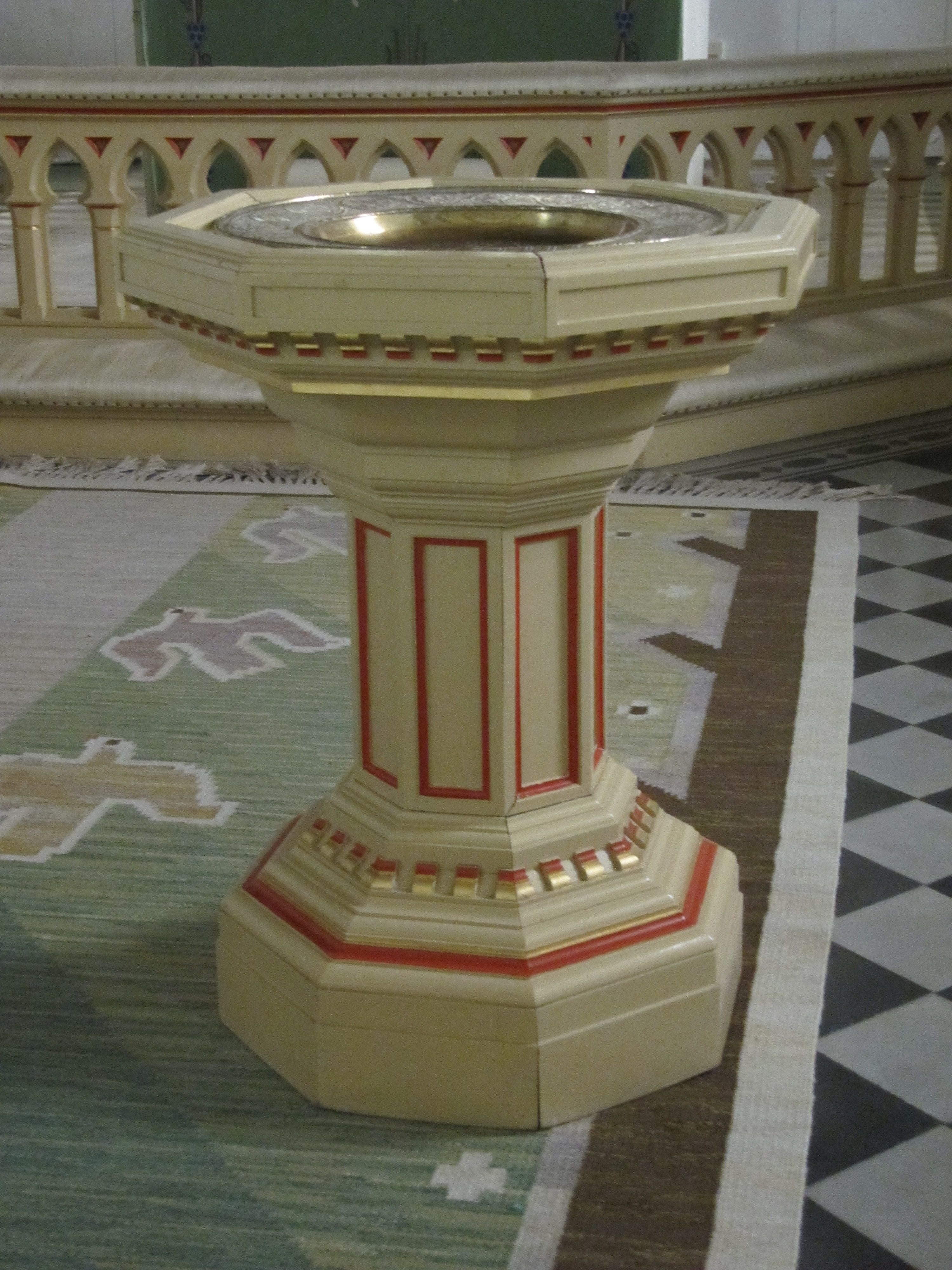
Dopfunt

### Webbkällor
- Åsbo Släkt- och Folklivsforskare
- Demografisk Databas Södra Sverige
- byggnadspresentation